# Pelecopsis modica
Pelecopsis modica là một loài nhện trong họ Linyphiidae.
Loài này thuộc chi Pelecopsis. Pelecopsis modica được miêu tả năm 1980 bởi Hillyard.